# The Platinum Collection (álbum de Sandra)
The Platinum Collection es un álbum recopilatorio de la cantante alemana Sandra, publicado el 6 de noviembre de 2009. Es el segundo gran álbum compilatorio después del 18 Greatest Hits editado en 1992. 

## Formatos
The Platinum Collection se publicó en dos formatos distintos, uno constituido por tres discos compactos, y otro constituido solo por el CD 1 y el CD 2. 

## Contenido
Los CD 1 y 2 incluían todos los sencillos publicados entre 1985 y 2009 —tanto en su forma original como en las ligeramente distintas remezclas hechas en su día—, así como algunas canciones favoritas provenientes de los álbumes. 
El CD 3 incluía remezclas o versiones extendidas de varias de las mismas canciones anteriores, y una porción de CD-ROM que facilitaba conectarse a un enlace en Internet desde el cual se podía descargar en formato MP3 cinco canciones más en sus versiones extendidas o remezcladas, además de cinco fotos de alta resolución y una breve biografía de Sandra en inglés y alemán en el formato PDF (con el mismo contenido que el del encarte del álbum físico).
Varias de las canciones en el álbum recopilatorio aparecieron por primera vez en exclusiva, ya sea porque aún no se habían publicado en soporte CD, ya porque solo lo habían sido en CD sencillo o en otros formatos como el disco de vinilo de 12", o porque solo habían aparecido como sencillos promocionales no comerciales.
Tal como indicaba el encarte del álbum, todas las canciones se habían remasterizado.

## Lista de canciones
| CD 1 // 1985-1992 |                                                                                                   | |          |  |
| N.º               | Título                                                                                            | Escritor(es)                                                                                               | Duración |  |
| 1.                | «Maria Magdalena» (Single Version) (Versión especial tomado del álbum The Long Play)              | Hubert Kemmler/Markus Löhr/Michael Cretu/Richard William Palmer-James                                      | 3:56     |  |
| 2.                | «In the Heat of the Night» (Single Version) (Versión especial tomado del álbum The Long Play)     | Michael Cretu/Hubert Kemmler/Klaus Hirschburger/Markus Löhr                                                | 4:00     |  |
| 3.                | «Little Girl» (Tomado del álbum The Long Play)                                                    | Hubert Kemmler/Markus Löhr/Michael Cretu/Klaus Hirschburger                                                | 3:08     |  |
| 4.                | «Sisters and Brothers» (Tomado del álbum The Long Play)                                           | Michael Cretu/Richard William Palmer-James                                                                 | 3:21     |  |
| 5.                | «Innocent Love» (Single Version) (Versión especial tomado del álbum Mirrors)                      | Hubert Kemmler/Ulrich Herter/Susanne Müller-Pi/Klaus Hirschburger                                          | 3:48     |  |
| 6.                | «Hi! Hi! Hi!» (Single Version) (Versión especial tomado del álbum Mirrors)                        | Michael Cretu/Hubert Kemmler/Klaus Hirschburger                                                            | 3:30     |  |
| 7.                | «Loreen» (Tomado del álbum Mirrors)                                                               | Frank Peter/Michael Cretu/Klaus Hirschburger                                                               | 4:11     |  |
| 8.                | «Midnight Man» (Single Version) (Versión especial tomado del álbum Mirrors)                       | Hubert Kemmler/Michael Cretu/Klaus Hirschburger                                                            | 3:02     |  |
| 9.                | «Everlasting Love» (Tomado del álbum Ten on One (The Singles))                                    | James Cason/Mack Gayden                                                                                    | 3:41     |  |
| 10.               | «Stop for a Minute» (Single Version) (Versión especial tomado del álbum Ten on One (The Singles)) | Michael Cretu/Klaus Hirschburger                                                                           | 3:48     |  |
| 11.               | «Heaven Can Wait» (Single Version) (Versión especial tomado del álbum Into a Secret Land)         | Michael Cretu/Hubert Kemmler/Markus Löhr/Klaus Hirschburger                                                | 4:04     |  |
| 12.               | «Secret Land» (Single Version) (Versión especial tomado del álbum Into a Secret Land)             | Uwe Gronau/Hubert Kemmler/Michael Cretu/Mats Björklund/Susanne Müller-Pi/Klaus Hirschburger/Michael Hoeing | 4:01     |  |
| 13.               | «Celebrate Your Life» (Tomado del álbum Into a Secret Land)                                       | Hubert Kemmler/Markus Löhr/Klaus Hirschburger                                                              | 3:25     |  |
| 14.               | «We'll Be Together» (Single Remix) (Versión especial tomado del álbum Into a Secret Land)         | Hubert Kemmler/Markus Löhr/Sandra Cretu/Klaus Hirschburger                                                 | 3:46     |  |
| 15.               | «Around My Heart» (Single Version) (Versión especial tomado del álbum Into a Secret Land)         | Hubert Kemmler/Markus Löhr/Sör Otto's/Frank Peterson/Klaus Hirschburger                                    | 3:08     |  |
| 16.               | «Hiroshima» (Single Version) (Versión especial tomado del álbum Paintings in Yellow)              | Dave Morgan                                                                                                | 4:14     |  |
| 17.               | «(Life May Be) A Big Insanity» (Tomado del álbum Paintings in Yellow)                             | Michael Cretu/Klaus Hirschburger                                                                           | 4:28     |  |
| 18.               | «One More Night» (Single Version) (Versión especial tomado del álbum Paintings in Yellow)         | Michael Cretu/Frank Peterson/Klaus Hirschburger                                                            | 3:40     |  |
| 19.               | «Lovelight in Your Eyes» (Tomado del álbum Paintings in Yellow)                                   | Michael Cretu/Klaus Hirschburger                                                                           | 5:26     |  |
| 20.               | «Johnny Wanna Live» (Single Remix) (Versión especial tomado del álbum Paintings in Yellow)        | Michael Cretu/Frank Peterson/Klaus Hirschburger                                                            | 3:47     |  |
| 76:24             |                                                                                                   | |          |  |

| CD 2 // 1992-2009 |                                                                                                | |          |  |
| N.º               | Título                                                                                         | Escritor(es)                                                                                               | Duración |  |
| 1.                | «Don't Be Aggressive» (Radio Edit) (Versión especial tomado del álbum Close to Seven)          | Michael Cretu/Klaus Hirschburger                                                                           | 4:22     |  |
| 2.                | «I Need Love» (Radio Edit) (Versión especial tomado del álbum Close to Seven)                  | Michael Cretu/Klaus Hirschburger                                                                           | 3:18     |  |
| 3.                | «Steady Me» (Tomado del álbum Close to Seven)                                                  | Michael Cretu/Peter Cornelius/Klaus Hirschburger                                                           | 3:54     |  |
| 4.                | «Mirrored in Your Eyes» (Tomado del álbum Close to Seven)                                      | Michael Cretu/Peter Cornelius                                                                              | 3:23     |  |
| 5.                | «Maria Magdalena '93» (Tomado del sencillo «Maria Magdalena '93»)                              | Hubert Kemmler/Markus Löhr/Michael Cretu/Richard William Palmer-James                                      | 4:02     |  |
| 6.                | «Nights in White Satin» (Radio Edit) (Versión especial tomado del álbum Fading Shades)         | Justin Hayward                                                                                             | 3:32     |  |
| 7.                | «Won't Run Away» (Tomado del álbum Fading Shades)                                              | Jens Gad/Klaus Hirschburger                                                                                | 4:11     |  |
| 8.                | «Secret Land '99» (Ultra Violet Radio Edit) (Versión especial tomado del álbum My Favourites)  | Uwe Gronau/Hubert Kemmler/Michael Cretu/Mats Björklund/Susanne Müller-Pi/Klaus Hirschburger/Michael Hoeing | 3:40     |  |
| 9.                | «Forever» (Tomado del álbum The Wheel of Time)                                                 | Peter Ries/Wolfgang Filz                                                                                   | 3:44     |  |
| 10.               | «Such a Shame» (Tomado del álbum The Wheel of Time)                                            | Mark David Hollis                                                                                          | 4:16     |  |
| 11.               | «Forgive Me» (Radio Edit) (Versión especial tomado del álbum The Wheel of Time)                | Michael Cretu                                                                                              | 3:57     |  |
| 12.               | «I Close My Eyes» (Tomado del álbum The Wheel of Time)                                         | Andy Jonas/Michael Cretu                                                                                   | 4:01     |  |
| 13.               | «Secrets of Love» (dúo con DJ BoBo) (Tomado del sencillo «Secrets of Love»)                    | René Baumann/Axel Breitung                                                                                 | 3:17     |  |
| 14.               | «The Way I Am» (Tomado del álbum The Art of Love)                                              | Jens Gad/Sandra Cretu/Andru Donalds                                                                        | 3:28     |  |
| 15.               | «What is It About Me» (Radio Edit) (Versión especial tomado del álbum The Art of Love)         | Winston Sela/Jens Gad/Torsten Stenzel/Ginger McKenzie                                                      | 3:09     |  |
| 16.               | «All You Zombies» (Tomado del álbum The Art of Love)                                           | Eric Bazilian/Robbie Hyman                                                                                 | 4:59     |  |
| 17.               | «In a Heartbeat» (Tomado del álbum Back to Life)                                               | Toby Gad/Jim Dyke                                                                                          | 3:36     |  |
| 18.               | «The Night is Still Young» (con la aparición de Thomas Anders) (Tomado del álbum Back to Life) | Toby Gad/Audrey Martells                                                                                   | 3:19     |  |
| 19.               | «What If» (Tomado del álbum Back to Life)                                                      | Toby Gad/Jadyn Maria                                                                                       | 2:48     |  |
| 20.               | «Tête à tête» (Tomado del álbum Back to Life)                                                  | Sandra Lauer/Fabrice Cuidad/Jens Gad                                                                       | 3:44     |  |
| 74:40             |                                                                                                | |          |  |

| CD 3 // The Best 12" Versions |                                               | |          |  |
| N.º                           | Título                                        | Escritor(es)                                                                                               | Duración |  |
| 1.                            | «Maria Magdalena» (Extended Version)          | Hubert Kemmler/Markus Löhr/Michael Cretu/Richard William Palmer-James                                      | 7:07     |  |
| 2.                            | «In the Heat of the Night» (Extended Version) | Michael Cretu/Hubert Kemmler/Klaus Hirschburger/Markus Löhr                                                | 7:20     |  |
| 3.                            | «Little Girl» (Extended Version)              | Hubert Kemmler/Markus Löhr/Michael Cretu/Klaus Hirschburger                                                | 5:17     |  |
| 4.                            | «Innocent Love» (Extended Version)            | Hubert Kemmler/Ulrich Herter/Susanne Müller-Pi/Klaus Hirschburger                                          | 6:42     |  |
| 5.                            | «Hi! Hi! Hi!» (Extended Version)              | Michael Cretu/Hubert Kemmler/Klaus Hirschburger                                                            | 6:09     |  |
| 6.                            | «Midnight Man» (Extended Version)             | Hubert Kemmler/Michael Cretu/Klaus Hirschburger                                                            | 5:25     |  |
| 7.                            | «Everlasting Love» (Extended Version)         | James Cason/Mack Gayden                                                                                    | 7:16     |  |
| 8.                            | «Stop for a Minute» (Extended Version)        | Michael Cretu/Klaus Hirschburger                                                                           | 6:17     |  |
| 9.                            | «Heaven Can Wait» (Extended Version)          | Michael Cretu/Hubert Kemmler/Markus Löhr/Klaus Hirschburger                                                | 7:36     |  |
| 10.                           | «Secret Land» (Reverse Mix)                   | Uwe Gronau/Hubert Kemmler/Michael Cretu/Mats Björklund/Susanne Müller-Pi/Klaus Hirschburger/Michael Hoeing | 6:30     |  |
| 11.                           | «Everlasting Love» (PWL 12" Remix)            | James Cason/Mack Gayden                                                                                    | 7:41     |  |
| 73:20                         |                                               | |          |  |

| Pistas para descarga digital libre a través del CD 3 |                                               |          |  |
| N.º                                                  | Título                                        | Duración |  |
| 1.                                                   | «We'll Be Together» (Extended Version)        | 6:45     |  |
| 2.                                                   | «Hiroshima» (Extended Version)                | 6:44     |  |
| 3.                                                   | «Don't Be Aggressive» (The Midnight Hour Mix) | 6:23     |  |
| 4.                                                   | «Nights in White Satin» (Club Mix)            | 6:05     |  |
| 5.                                                   | «Secret Land '99» (Ultra Violet Club Mix)     | 5:34     |  |

## Créditos
Créditos de producción original en el álbum:
- CD 1: todas las pistas producidas por Michael Cretu excepto las pistas 6-8 por Michael Cretu & Armand Volker.
- CD 2: todas las pistas producidas por Michael Cretu excepto las pistas 6-7 y 9-12 por Michael Cretu & Jens Gad, pista 13 por René Baumann & Axel Breitung, y pistas 14-20 por Jens Gad (pistas 17-20 coproducidas por Olaf Menges).
- CD 3: todas las pistas producidas por Michael Cretu excepto las pistas 4-6 por Michael Cretu & Armand Volker.